# Pasiphila erratica
Pasiphila erratica är en fjärilsart som först beskrevs av Alfred Philpott 1916.  Pasiphila erratica ingår i släktet Pasiphila och familjen mätare. Inga underarter finns listade i Catalogue of Life.